# آدام بمب (موسیقی‌دان)
آدام بمب (انگلیسی: Adam Bomb؛ زادهٔ ۱۹۶۳ (۶۱–۶۲ سال)) یک موسیقی‌دان اهل ایالات متحده آمریکا است.